# Nomenclatura estelar
La nomenclatura estelar es competencia de la Unión Astronómica Internacional (IAU por sus siglas en inglés), la autoridad internacional reconocida para asignar nombres a las estrellas y otros objetos astronómicos. Sin embargo, muchos de los nombres de estrellas hoy en uso fueron heredados de tiempos anteriores a la existencia de la IAU. Otros nombres, principalmente los de estrellas variables, incluyendo novas y supernovas, vienen siendo añadidos continuamente. No obstante, la mayor parte de estrellas no tienen ningún nombre y son conocidas únicamente por su número de catálogo. Este artículo contempla brevemente algunos de los métodos usados para denominar a las estrellas.

## Nombres propios
Las estrellas más brillantes observables a simple vista poseen nombres tradicionales. Entre los más antiguos figuran los de origen babilonio —como Nunki— y los provenientes del griego antiguo. Cástor y Polux hacen referencia a los dioscuros —legendarios gemelos de la mitología griega—, mientras que el nombre de Naos es el término griego para "barco". Un menor número de estrellas, como Vindemiatrix o Porrima, tienen nombres derivados del latín.
Sin embargo, la mayor parte de los nombres de estrellas proceden del árabe de la Edad Media, cuando los astrónomos de Arabia adoptaron las constelaciones de Ptolomeo dando sus propios nombres a las estrellas.
Por ello, muchos nombres propios de estrellas comienzan por el artículo Al —Al Nair, Aldebarán, Algieba, Alioth, Aludra, etc.
El término árabe dhaneb, "la cola", da origen a los nombres de Deneb, Denébola, Deneb Kaitos, Deneb Algedi, Deneb Dulfim y Aldhanab.
Igualmente, de la palabra árabe para "peso", wazn, proceden los nombres de Wezen y Wazn.
Finalmente, existen nombres más modernos como Peacock —"pavo" en inglés, en alusión a la constelación donde se encuentra—. Este nombre, junto al de Avior, fueron asignados en la década de 1930 al crearse The Air Almanac, un almanaque de navegación usado por la Royal Air Force.
En ocasiones surgen distintos problemas con estos nombres:
- Frecuentemente la ortografía no está estandarizada; así Gamma Andromedae es conocida como Alamak, Almach, Almaach o Almak, diversas formas de escribir el mismo nombre.

- Muchas estrellas tienen más de un nombre cuya popularidad es aproximadamente igual. Por ejemplo, Benetnasch o Alkaid, Alphecca o Gemma, y Alpheratz o Sirrah.

- A causa de la imprecisión en viejos catálogos estelares, puede no estar claro exactamente a qué estrella de una constelación corresponde un nombre concreto; Alniyat o Chara ilustran este caso.

- Algunas estrellas en diferentes constelaciones pueden tener un mismo nombre. Un conocido ejemplo es Algenib, que puede referirse tanto a Gamma Pegasi como a Alfa Persei, esta última conocida también como Mirfak.

## Denominación de Bayer
Johann Bayer introdujo un sistema para designar las estrellas más brillantes en cada constelación por medio de letras griegas o, menos frecuentemente, por medio de letras latinas. Este es un sistema extensamente utilizado en la actualidad, siendo Alfa Chamaeleontis, Omega Sagittarii o N Velorum ejemplos de esta denominación.

## Denominación de Flamsteed
La numeración de estrellas debida a John Flamsteed también ha permanecido popular, aunque en general se prefieren las letras griegas de Bayer cuando existe esta opción. Estrellas como 61 Cygni, 89 Herculis o 50 Persei son conocidas por esta nomenclatura.

## Denominación de Hevelius
De manera similar a Flamsteed, Johannes Hevelius también numeró estrellas dentro de las constelaciones. Su sistema, sin embargo, ha caído en desuso, aunque a veces la numeración de Hevelius es tratada equivocadamente como numeración de Flamsteed.

## Denominación de estrellas variables
Aquellas estrellas variables que no tienen denominación de Bayer reciben un nombre específico como variables. R Hydrae, V Puppis y BC Cygni son ejemplos de esta denominación.

## Números de catálogo
En ausencia de un mejor medio para nombrar a una estrella, los números de catálogo se usan para su designación. Existen una gran cantidad de diferentes catálogos estelares, figurando entre los más utilizados el Catálogo Henry Draper, el Bright Star Catalogue y el Catálogo Gliese. En general, un número de catálogo consta de varias letras que indican el nombre del catálogo, y un número que hace referencia a la estrella en concreto. HD 169830, HR 8799, Gliese 22 y LHS 288 son estrellas conocidas por su número de catálogo.

## Epónimos
Existen estrellas nombradas a partir de nombres de personas. Estos son casos excepcionales que en muchas ocasiones eran nombres no oficiales posteriormente reconocidos como oficiales. Además de la conocida estrella de Barnard, cabe citar la estrella de Kapteyn, la estrella de Plaskett, la estrella de Przybylski o la estrella de Campbell.

## Venta de nombres de estrellas por entidades no científicas
Los derechos de nombres de estrellas no están disponibles para la venta a través de la IAU. Más bien, los nombres de las estrellas son seleccionados de forma no comercial por un pequeño número de organizaciones internacionales de astrónomos, científicos y organismos de registro, que asignan nombres que generalmente consisten en una letra griega seguida del nombre de la constelación de la estrella, o con menos frecuencia en función de su nombre tradicional antiguo.
Sin embargo, hay una serie de empresas no científicas de "nomenclatura de estrellas" que ofrecen asignar nombres personalizados a las estrellas dentro de sus propios catálogos privados. Estos nombres se utilizan solo dentro de esa empresa (y generalmente están disponibles para su visualización en su sitio web), y no son reconocidos por la comunidad astronómica ni por las empresas competidoras de nombres de estrellas. Una encuesta realizada por astrónomos aficionados descubrió que poco más de la mitad de los consumidores todavía querrían "nombrar una estrella" con una empresa no científica de nombres de estrellas a pesar de que han sido advertidos o informados que tal denominación no es reconocida por la comunidad astronómica.